# Керъдигиън
 Керъдѝгиън  (на английски: Ceredigion, буквени символи звуков файл за английското произношение  на уелски: Ceredigion, Кередѝгьон) е административна единица в Уелс със статут на графство (на английски: county). Създаден е със Закона за местното управление от 1994 г. Областта е разположена в Среден Уелс и граничи с Гуинед на север, Поуис на изток, Кармартъншър на юг и Пембрукшър на югозапад. Територията на Керъдигиън е сформирана в съответствие с границите на историческото графство Керъдигиън. Площта на историческото графство е 1783 m2, а столицата е град Аберайрон.

## Градове
- Аберайрон
- Абъристуит
- Кардиган
- Лампитър
- Ландъсил
- Ню Кий
- Трегарон